# Asplenium jahandiezii
Asplenium jahandiezii är en svartbräkenväxtart som först beskrevs av René Verriet de Litardière, och fick sitt nu gällande namn av Georges Rouy. Asplenium jahandiezii ingår i släktet Asplenium och familjen Aspleniaceae. Inga underarter finns listade.

## Bildgalleri

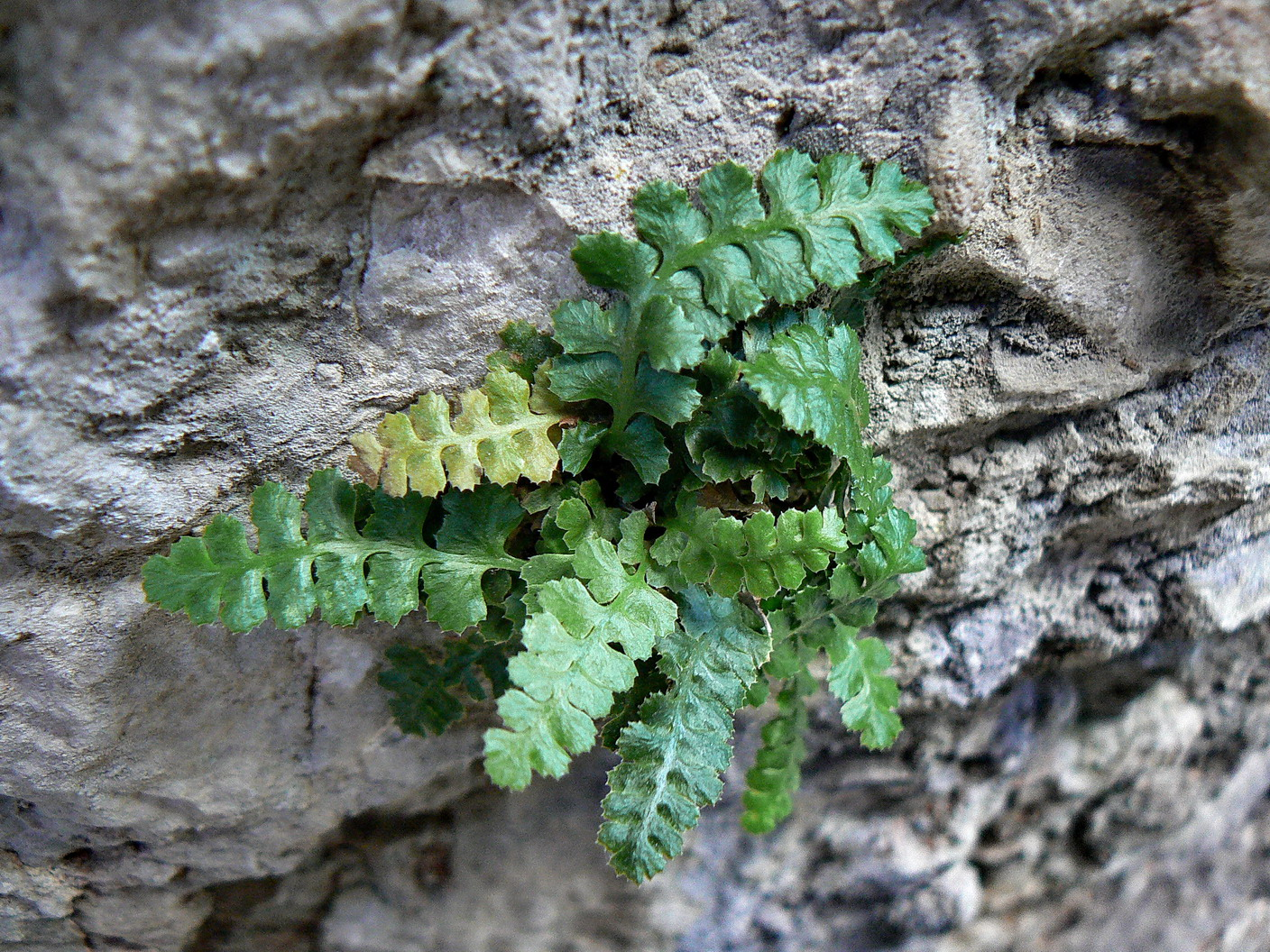
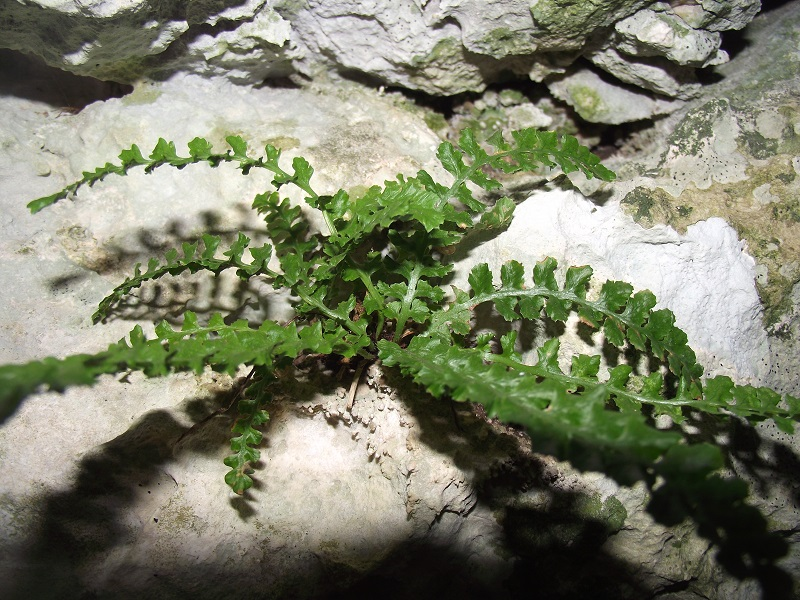